# ラビット美兎
ラビット美兎（ラビットみう、女性、1996年2月22日 - ）は、日本の元女子プロレスラー。本名・塩田 雅月（しおた みゆき） 身長139cm、体重43kg。神奈川県横浜市出身。JWP女子プロレス所属。同じくJWPに所属するムーン瑞月は実の姉。時同じくしてデビューした川佐ナナは中学校の同級生。
2016年12月28日、後楽園ホール大会でのSareee戦で引退。

## 所属
- JWP女子プロレス（2011年 - 2016年）

## 来歴・戦歴
2011年
- 7月3日、プロテスト合格[2]。
- 7月18日、東京キネマ倶楽部大会でLeonとエキシビション。
- 7月21日、リングネームが「ラビット美兎」に決まる[3]。
- 8月7日、後楽園ホール大会にて対川佐ナナ戦でデビュー。JWPでの両者デビュー戦は1998年1月23日の春山香代子対渡辺えりか戦以来13年半ぶり。パワースラムを受けて片エビ固めで敗れる。
- 9月23日、新宿FACE大会での蒼星杯開幕戦、矢神知樹からラビストラルで初勝利。
- 9月28日、川佐とともにアイスリボンで他団体初参戦。蒼星杯の前哨戦として藤本つかさ&長野ドラミ組と対戦するも、川佐が藤本のミサイルキックを受け敗戦。

2012年
- 4月8日、東京キネマ倶楽部大会でのJWP認定ジュニア王座&POP王座次期挑戦者決定戦にて、勝愛実から試合開始51秒で勝利。次期挑戦権を獲得する。
- 4月22日、後楽園ホール大会・JWP認定ジュニア王座&POP王座両選手権試合にて王者・下野佐和子に挑戦し勝利。自身初タイトルを獲得すると共に、3年4ヶ月間他団体に流出し続けていた同王座の奪回に成功した。
- 6月17日、東京キネマ倶楽部大会でミクロの挑戦を退けJWP認定ジュニア王座&POP王座初防衛。
- 7月15日、大阪ミナミ ムーブ・オン アリーナ大会で川佐ナナを相手にJWP認定ジュニア王座&POP王座2度目の防衛。
- 12月24日、後楽園大会で勝愛実に敗れJWP認定ジュニア王座&POP王座陥落[4]

2014年
- 4月16日、プロレスリング・セムで華名とシングルで対戦するが、オモプラッタで敗れる。

2016年
- 11月3日、後楽園ホール大会にて、結婚のために12月28日をもって引退することを発表。
- 12月28日、後楽園ホール大会で勝愛実とのシングルを行う予定だったが、勝が欠場中のため同じく同期であるSareeeとシングルで対戦し引退した。

## タイトル歴
- JWP認定ジュニア&POP王座

## 人物
- 身長139cmは女子プロレス業界最小（小中学生レスラーを除く）である。
- 米山香織の付き人をしていた。
- 結婚相手は一般男性であると公表している。

## 得意技
- ラビットスープレックスホールド（背後から左手で相手の左腕をチキンウィングに捕らえ、自分の右腕は相手の腰に回してクラッチした状態で投げる変形ジャーマンスープレックス）
- ドロップキック
- ラビストラル（座った状態の相手に前転しながら飛び込み、相手の両足を両脇に抱え胸の上に乗った状態で押え込む）
- 大ラビストラル（高角度の改良型ラビストラル）

## 入場曲
- 「Caramelldansen -Speedycake Remix-」（Caramell）